# Lake Benton (Minnesota)
Lake Benton – miasto w Stanach Zjednoczonych, w stanie Minnesota, w hrabstwie Lincoln.